# 洪璽曜
洪璽曜（1951年—），臺湾政治人物，南投人，曾任文化大學講師、曾任臺鹽董事長（經濟部代表）、興富發建設獨立董事（已卸任）。妻為前立委郭素春，兒子為現任立委洪孟楷。